# Zeev Suraski

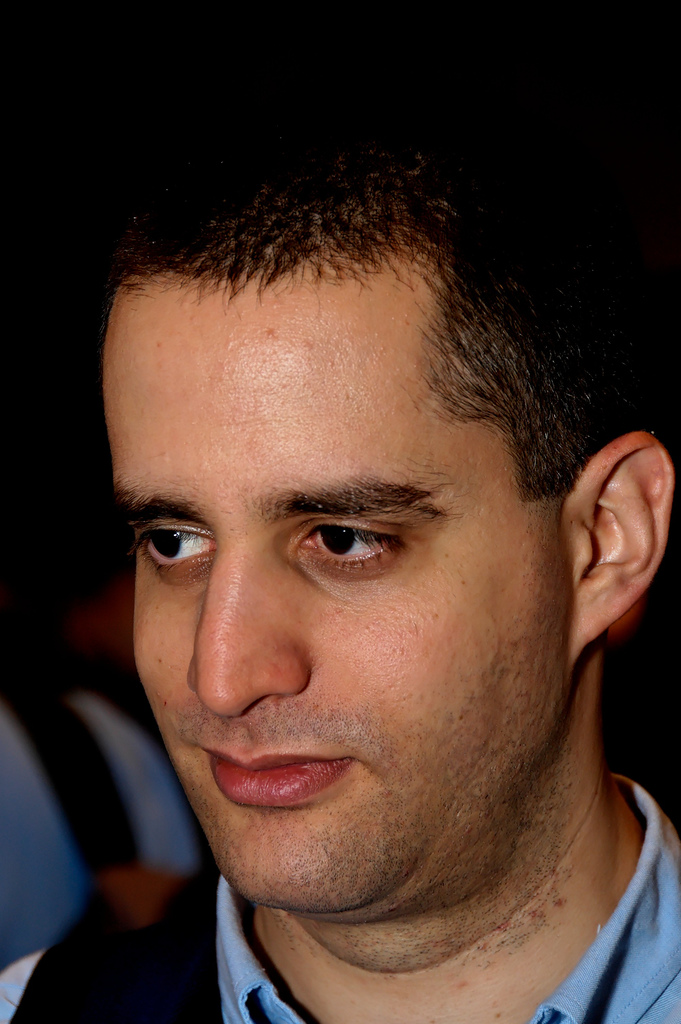

Zeev Suraski (en hebreo: זאב סורסקי‎) es un programador israelí, desarrollador en PHP y cofundador de Zend Technologies. Egresado del Technion, en Haifa, Suraski y su compañero de clases Andi Gutmans crearon PHP 3 en 1997. En 1999 ellos crearon el conocido Zend Engine, núcleo de PHP 4, y fundaron además Zend Technologies, la cual desde entonces ha estado supervisando y monitorizando los desarrollos de PHP. El nombre "Zend" es una contracción de sus nombres, Zeev y Andi.
Suraski es miembro de la Apache Software Foundation, y fue nominado para el Premio FSF para el Avance del Software Libre en 1999. Zeev Suraski es el CTO de Zend Technologies.